# Fort Lane (Oregon)
Fort Lane est un ancien poste militaire de la United States Army établi le 28 septembre 1853 dans le sud de l'Oregon, près du fleuve Rogue. Nommé en l'honneur de Joseph Lane, ancien gouverneur du territoire de l'Oregon, le fort devait servir à maintenir la paix dans la région après la signature du traité de Table Rock mettant fin à la première guerre des Rogue River. Il a finalement été abandonné à l'automne 1856, après la seconde guerre des Rogue River, lorsque la plupart des Amérindiens ont été déportés dans la réserve de Grand Ronde.
Le site, situé dans le Comté de Jackson, a été inscrit au registre national des lieux historiques en 1988.